# InterFace AG
Die InterFace AG ist ein Unternehmen, das sich mit Lösungen im Bereich der Informationstechnologie beschäftigt. Das Unternehmen entstand als Teil der InterFace-Gruppe  und nahm am 1. April 1984 als InterFace Connection GmbH seinen Geschäftsbetrieb auf. 1999 wurde die Firma in eine AG gewandelt und firmierte danach als InterFace AG. Heute ist die InterFace AG das einzige noch bestehende Unternehmen der damaligen Gruppe und an weiteren neuen InterFace-Unternehmen beteiligt.

## Geschichte und Vision
Peter Schnupp war Gründer und Gesellschafter der Softlab GmbH. Er war einer der Begründer des InterFace-Gedanken.

### Unternehmensgruppe
Peter Schnupp und Max Schulze-Vorberg junior, Sohn von Max Schulze-Vorberg hatten Anfang der 1980er Jahre die InterFace-Idee. Ihre Vision war, eine ideal–typische Unternehmensgruppe bestehend aus vielen kleinen Unternehmen mit dem gemeinsamen Namen InterFace aufzubauen.
Der Name InterFace stand von Beginn an für eine bessere Schnittstelle zwischen Mensch und Maschine. Das IF-Logo (Gesicht im F von IF) wurde 1980 von Pierre Mendell entworfen und symbolisierte diesen Anspruch. Alle Unternehmen der Gruppe waren dem Betriebssystem Unix verpflichtet. Sie entwickelten in unterschiedlichen Bereichen am Markt als erste Unternehmen Produkte mit Technologie wie das Textsystem HIT mit der 4GL CLOU mit eingebetteter SQL (InterFace Connection GmbH) oder die Sprache Prolog (neben Lisp die Programmiersprache für KI und Expertensysteme) sowohl als Interpreter wie als Compiler (InterFace Computer GmbH). Insgesamt waren sie Innovations-Treiber für UNIX in Deutschland und Europa durch Beiträge zur Kernel-Entwicklung (für Siemens AG durch InterFace Connection GmbH), Technologie-Schulung (unter anderem exklusiv für IBM AIX-InterFace Computer) und Einführung neuer Technologien (InterFace Concilium).

### Gründungen
Die wichtigsten Unternehmen der Gruppe waren die InterFace GmbH (1980), InterFace Computer(1982), InterFace Connection (1984) und InterFace Concilium (1985).

#### InterFace GmbH
Die InterFace GmbH wurde am 1. April 1980 von Peter Schnupp und Max Schulze-Vorberg als Gesellschaft mit beschränkter Haftung gegründet. Der ursprüngliche Unternehmenszweck war, durch Konzeptarbeit Software und ihre Oberflächen für die Nutzer freundlicher zu machen und Anwendungen mit sozialem Nutzen zu definieren.
Das Unternehmen war in Deutschland ein früher Wegbereiter für das Betriebssystem UNIX. So wurde aus diesem Unternehmen heraus das deutschsprachige UNIX-Magazin als erstes redaktionell erstelltes und verlegtes Magazin publiziert. Später wurde das Magazin vom Hanser Verlag München übernommen. Mitarbeiter der InterFace GmbH waren wichtige Protagonisten des Betriebssystem UNIX, so übersetzte Hans-Peter Huber unter anderem das Buch UNIX System 5 von Stephen R. Bourne in die Deutsche Sprache.
Bis 1990 entwickelte die InterFace GmbH X–Text als erstes deutsches WYSYG Text–System für Bürolösungen basierend auf UNIX.

#### InterFace Computer GmbH
Die InterFace Computer GmbH wurde im Jahr 1982 als Tochterunternehmen der InterFace GmbH von Claus Müller und Peter Schnupp gegründet. Sie hat Anfang der 1980er Jahre als erstes Unternehmen weltweit die Sprache Prolog als Produkt für kommerzielle Zwecke entwickelt. So entstand die Programmiersprache IF/Prolog, die im Jahr 2017 noch in Japan weiterentwickelt wird und noch im Vertrieb ist. Prolog und Lisp waren die Sprachen, die in den 1980er Jahren als Basis für die Entwicklung von Expertensystemen in der Künstlichen Intelligenz eingesetzt wurden. IF/Prolog, so wie spätere Wettbewerbsprodukte wie Turbo-Prolog, bestand aus einem Interpreter, der einen Zwischencode abarbeitete. Da dieses technische Verfahren viel Speicher und Rechnerleistung erforderte, wurde IF/Prolog zu einer kompilierten Version weiterentwickelt.
Am 19. Juli 1993 stellt die InterFace Computer GmbH einen Insolvenzantrag beim Amtsgericht München.

#### InterFace Lab
Die InterFace AG hat mit dem IF-Lab eine Innovations- und Entwicklungsmöglichkeit, die den digitalen Wandel anhand realer Kundenprojekte aktiv lebt. Hier können Studenten, Auszubildende und erfahrene Experten zusammenarbeiten. Sie tun das an realen Kunden-Projekten und haben mit dem IF-Lab als Ausbildungsstätte, Innovationslabor und Denkfabrik als Entwicklungs- und Weiterbildungsmöglichkeit neben ihrer formalen Ausbildung. Sie setzen neue Trends und Technologien in einem professionellen Rahmen um.

#### InterFace Concilium GmbH
Die InterFace Concilium wurde als  Spin-off im Jahr 1985 von ungefähr 20 Mitarbeitern der Softlab  als GmbH gegründet. Geschäftsführer und Vordenker war Herbert Neumaier.
Sie profilierte sich durch die Einführung völlig neuer Technologien in Europa. Tandem als Rechner, Corvus als Endgerät mit Darstellung von schwarzer Schrift auf weißem Hintergrund und Drehmöglichkeit zu DIN A4 aufrecht sowie besonderen Software-Paketen.
Die InterFace Concilium GmbH wurde, aufgrund von wesentlicher Uneinigkeit und strategischen Differenzen im Kreis der Gesellschafter, im Jahr 1992 aufgelöst.

#### InterFace Connection GmbH
Die Interface Connection InterFace Connection Gesellschaft für Datenverarbeitung und Kommunikationssoftware mbH wurde am 1. April 1984 von InterFace Computer GmbH (Geschäftsführer: Claus M. Müller), Peter Schnupp, Roland M. Dürre und Wolf Geldmacher als GmbH gegründet. Sie entwickelte HIT/CLOU und ist das einzig heute noch existierende Unternehmen der damaligen InterFace–Gruppe.

##### Geschäftsmodell InterFace Connection
Die beiden im Unternehmen tätigen Gründer der InterFace Connection (Roland Dürre und Wolf Geldmacher) gingen Anfang der 1980er Jahre davon aus, dass UNIX das dominierende Betriebssystem der Zukunft im Bereich der  „Mittleren Datentechnik“ (MDT) werden und die vielen sehr unterschiedlichen Betriebssysteme im Markt ablösen würde. Die InterFace Connection sollte ihren Umsatz durch den Verkauf von Software-Lizenzen erzielen. Der Plan war die damals aktuelle Büro-Technologie bestehend aus den drei Schwerpunkten „Schreibmaschine, Aktenschrank und Fernschreiber“ durch Informationstechnologie abzulösen und in einer skalierbaren  Software-Anwendung  auf einem Mehrplatz-System zu integrieren. Die InterFace Connection GmbH war an der Entwicklung von SINIX Kernel, Komponenten, Konzeption, Manual-Redaktion, Schule für DV, beteiligt.

##### Produkt HIT/CLOU
Das von InterFace Connection GmbH (später in InterFace AG umbenannt) entwickelte und sowohl als OEM wie direkt vertriebene Produkt HIT als Text- und Bürosystem auf Unix mit Endgeräten, die gemeinhin als VT100-kompatibel bezeichnet werden, war Mitte der 1980er bis Mitte der 1990er Jahre der Marktführer in Deutschland und Europa. Es wurde in Deutschland bei Behörden, Kommunen und Unternehmen aus diversen Branchen eingesetzt.
Unix war damals die wesentliche Plattform für Lösungen der Mittleren Datentechnik (Vier bis 16 Arbeitsplatz-Systeme) und wurde auch immer mehr im Bereich von Server- und Großrechner-Anwendungen eingesetzt. Ab dem Jahr 1990 wurde das Textsystem HIT auch auf MS-DOS portiert und ergänzend genutzt (auch in der UdSSR). In Deutschland war Siemens der Marktführer mit seinen SINIX-Systemen. CLOU/HIT als OEM-Produkt von InterFace AG wurde damals auf den meisten Sinix-Rechnern (als bezahlpflichtiges eigenes SW-Produkt) und auf vielen anderen Plattformen von Herstellern wie DEC, IBM, HP, SCO, SUN und auch von SGI, ICL (GB), Telenorma genutzt.
Im Lauf des Jahres 1993 kam dazu die Sprache der vierten Generation (4GL) CLOU, in die weltweit erstmals der neue Standard SQL eingebettet und so innerhalb einer Programmiersprache ausgeführt werden konnte. Eine weitere Innovation ist zum Beispiel die Entwicklung von Mehrsprachigkeit von UNIX-Software, die von InterFace über Siemens-Gremien-Arbeit in X/Open als NLS eingebracht wurde. Die von InterFace entwickelte Technologie dürfte im Kern heute noch die Basis der meisten Unix-basierten Systeme (Android, Linux und weitere) sein.
Die InterFace AG hat später alle Rechte von der InterFace Computer GmbH erworben.

##### Selbstverständnis InterFace Connection
Die InterFace Connection war dem Verständnis der Gründer folgend ein Unternehmen, das frei von Hierarchien aus Teams auf Augenhöhe bestehen sollte. Das Wort „Connection“ drückt aus, dass hier „mehr als eine Firma“ nämlich eine „verschworene Gemeinschaft“ entstand. Die Denkrichtung war „agil, schlank, offen, demokratisch“. Das Unternehmen wurde als Agiles Unternehmen geführt.
So gab es bereits im Jahr 1986 eine Mitarbeiterbeteiligung. Dazu wurde ein Beteiligungsverein gegründet, der am Start aus 17 Mitarbeitern bestand. Der Beteiligungsverein hielt 10 % des Kapitals des Unternehmens und wurde in der Gesellschafterversammlung treuhänderisch durch Max Königsbauer (Treuhänder) vertreten. Bei der Umwandlung der InterFace Connection GmbH in die InterFace AG wurden die Anteile der Mitarbeiter in Aktien umgewandelt.

##### Umfirmierung
Im Jahr 1999 wurde die InterFace Connection Gesellschaft für Datenverarbeitung und Kommunikationssoftware mbH in eine Aktiengesellschaft umgewandelt und in die InterFace AG umfirmiert. Die Anteile der Mitarbeiter an dem Beteiligungsverein wurden in Aktien umgewandelt und so fungibel.

## Beteiligungen
Die InterFace AG ist (Stand 2024) an folgenden Unternehmen beteiligt:
- IF–Blueprint AG[5]: Beratung und Projektmanagement zu innovativen Microsoft Technologien in den Bereichen Collaboration und Communication wie SharePoint. Dieses Unternehmen nutzt das IF–Logo, jedoch mit vom Original abweichender Farbgebung und einem anderen Claim passend zum Geschäftsmodell.
- Qubicon AG

## Standorte
Außerhalb der Zentrale in Unterhaching hat die AG vier weitere Standorte in Deutschland. Das IF–LAB, das an allen Standorten vertreten ist, wird als eigener Geschäftsbereich geführt, der sich der Nachwuchsförderung verschrieben hat. Dort vertiefen Studenten und Auszubildende ihr Wissen und Können in neuen Technologien und realen Kundenprojekten.

## Beschäftigte, Vorstand und Aufsichtsrat
Die InterFace AG beschäftigt (zu Beginn des Jahres 2024) ca. 130 Menschen.
Der Vorstand wird von drei Personen gebildet:
- Maximilian Buchberger
- Michael Münch[8]
- Harald Weis

Den Aufsichtsrat bilden drei Personen:
- Manfred Broy seit 1999[9]
- Kathrin M. Möslein seit 2014
- Maximilian Dürre seit 2022

## Entwicklungen
Ab ihrer Gründung entwickelte die InterFace Connection die Software HIT/CLOU und wurde unter anderem zum OEM–Lieferanten des gleichnamigen Textsystems der Siemens AG. HIT/CLOU ist ein für UNIX  entwickeltes System zur Textverarbeitung, das in vielen deutschen Firmen und Behörden ab 1983 als Schreibsystem zur Erledigung von Textaufgaben eingesetzt wurde. Heute gibt es noch vereinzelte Einsätze der Software bei größeren Kunden in Wirtschaft und bei Behörden. Die meisten Einsätze von HIT waren auf Sinix (dem UNIX von Siemens), da es dort als OEM-Software (siehe Erstausrüster) von Siemens als Standardsoftware vertrieben wurde.
HIT war ein zeilenorientierter Büro–Editor, der zeichenbasierten UNIX-Terminals (VT100 und kompatible) nutzte. Verfügbar war HIT auf UNIX–Plattformen von IBM (AIX), DEC, ICL, HP, Silicon Graphics, Nixdorf, SCO und weiteren. Ab 1990 zusätzlich unter dem Namen HIT–PC für das Betriebssystem MS-DOS.
HIT war von Version 2 an mehrsprachig, die dazu entwickelte Technologie wurde gemeinsam mit Siemens bei X/Open als National Language Support (Abkürzung NLS) eingebracht.
Ab 1985 wurde HIT basierend auf einem Lizenzvertrag für OEM-Software von Siemens als Standard-Textsystem für Sinix angeboten (analog der Datenbank Informix von RDS). In der Folge war HIT auf fast allen Sinix–Systemen als zu bezahlendes Lizenzprodukt – häufig gemeinsam mit Informix – im Einsatz. Länder- und Bundesbehörden, Kommunen und Wirtschaftsunternehmen aller Branchen, die HIT flächendeckend in ihren Organisation für die Erstellung von Text im Einsatz hatten, hatten Nutzerzahlen im fünfstelligen Bereich.
HIT war in einigen Anwendungs-Software–Paketen wie Sisymed (Anwendung für die Arztpraxis der Siemens AG) für die Erstellung von Text integriert.
Schon die erste Version HIT verfügte neben dem Textsystem über ergänzende Produkte wie den Serienbrief–Generator HITSB, das Druck–Modul HPrint, die maskenbasierten Bürooberfläche FIT (HIT-Büro) und weitere.
1986 wird HIT 3.0 um CLOU erweitert. CLOU ist eine 4GL–Programmiersprache spezialisiert für die Programmierung von Textbausteinen, mit denen automatisch oder halbautomatisch (mit Steuerung durch den Benutzer über HIT) Dokumente generiert werden. Das Produkt wurde in HIT/CLOU umbenannt.
1987 in HIT3.1 wird CLOU um die Möglichkeit erweitert, SQL–Skripte für Datenbanken wie Informix und Oracle einzubetten. So war es möglich, Textbausteine zu erstellen, die sich über SQL  ihre Informationen aus Datenbanken besorgen und in Datenbanken ablegen konnten.
1989 wurde die Version 4.0 freigegeben und HIT/CLOU um HSPELL (Rechtschreibkontrolle auf Basis von Langenscheidt-Bibliotheken), HCARD (einfacher Karteikasten mit Anschluss an Datenbanken wie Informix), HDOC (Versionsverwaltung von Dokumenten), PROFORM (Proportionalschrift) und die Möglichkeit der Erstellung von Postscript als „Finales Format“ erweitert.
1990 wurde HIT auf MS/DOS portiert (Ursprünglich: HITchen, bei Veröffentlichung mit dem Namen HITPC).
1991 gab es eine Version die, unter weiteren, in einer kyrillischen Version erschien. Sie wurde von Siemens auf dem russischen Markt erfolgreich vermarktet. Im gleichen Jahr wurde die Version 4.1 freigegeben, die  neue Funktion war der Datenbankanschluss in CLOU für Informix und für Oracle und INGRES.
Ab 1992 war HIT/CLOU unter X-Motif und auf dem Siemens-Window–System COLLAGE ablauffähig.
1993 wurde CLOU/CS erstellt. Mit CLOU/CS (CS für Client–Server) konnte der Texteditor HIT im Client–Server–Betrieb durch Word ersetzt werden und die CLOU-Funktionalität und ihre Bausteine konnten über MS–Word genutzt werden. Weitere neue Funktionen waren z. B. HKEY für die sichere Verschlüsselung von Dokumenten und die HIT–LIB als API und Bibliothek zur Bearbeitung von Hit–Dokumenten.
1993 wurde mit MagicHIT die gänzlich neue Entwicklung eines WYSIWYG–Editors, basierend auf Dokument–Klassen mit inhaltlicher Semantik für UNIX und WINDOWS, begonnen. Ab diesem Zeitpunkt wurde das Produkt HIT-CLOU als ClassicHIT bezeichnet.
1994 wurde als letzter großer Entwicklungsschritt die Version 5.0 von ClassicHIT freigegeben. Sie enthielt vor allem Verbesserungen für Handhabung und Administration, einen optimierten Debugger für CLOU und die Möglichkeit, in CLOU, zum Beispiel in der Programmiersprache C erstellte Builtin-Funktionen, zu nutzen.

## Besonderes
Am 24. September 1990 organisierte die InterFace Connection die erste deutsch/deutsche Fachtagung in Dresden für „Moderne Software und Computer–Anwendungssysteme“.

## Geschäftssitz

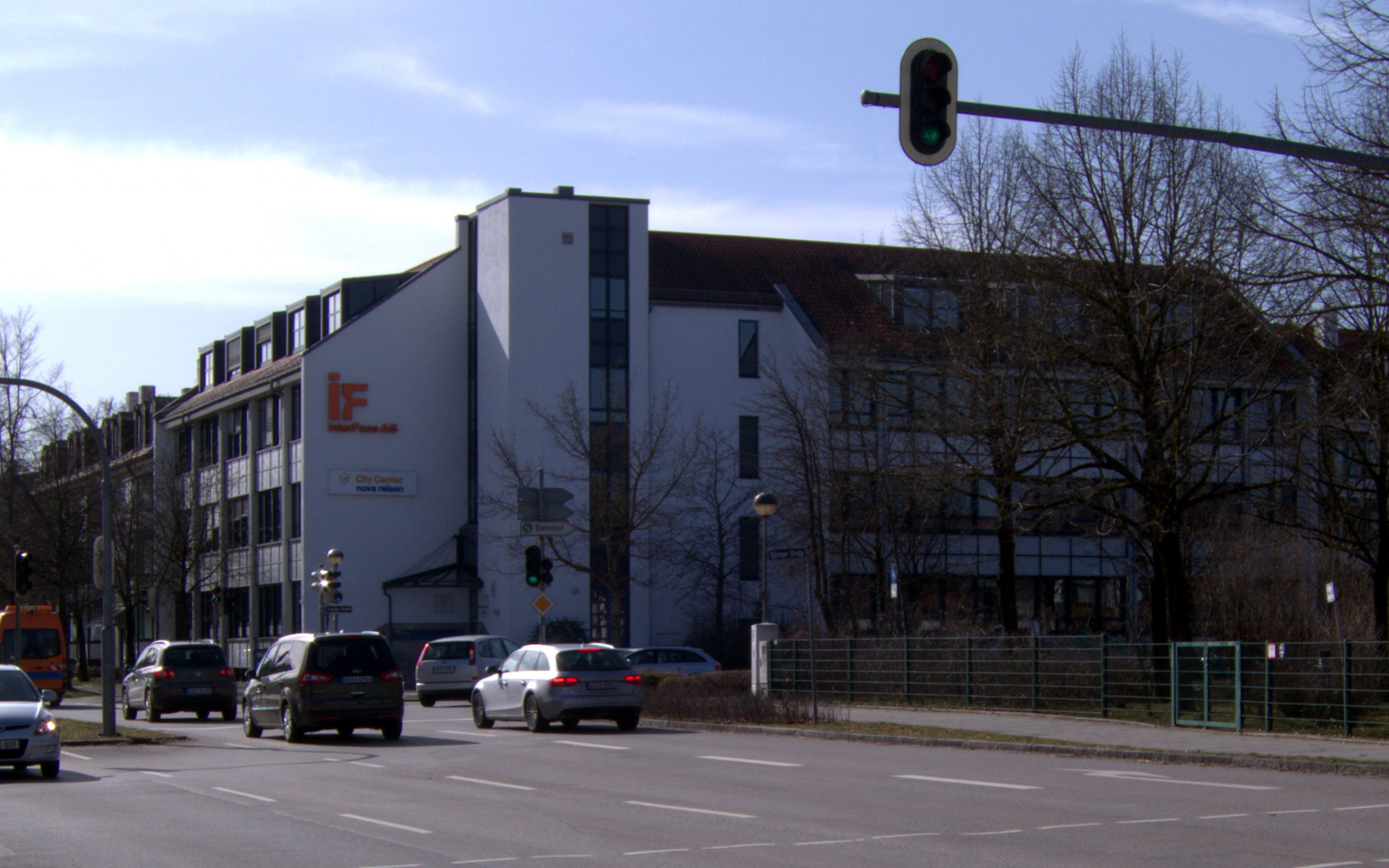
InterFace AG in Unterhaching

- Seit Oktober 1992 hat die InterFace AG ihren Hauptsitz in einem Eckgebäude an der Leipziger Straße in Unterhaching.
- 1989 bis 1992 in der Weissenburger Str. 43, München (ab 1. September 1990 nur noch als Entwicklungs-Labor, der Service (Service-Center) wurde in die St. Cajetan–Str. 1, München ausgelagert)
- 1987 bis 1988 in der Warngauer Str. 37, München.
- Vom 1. April 1984 (Gründung) bis 1986 war der Firmensitz in der Unterföhringer Str. 24a, München.

## Zeitschriften
Die Firma gab mehrere Zeitschriften heraus.
- HIT/News – erschien vom Oktober 1988 bis November 1995[17] (Herausgeber: InterFace Connection)

- IF/News – erschien vom I/1996 bis I/2000[17] (Herausgeber: InterFace Connection)

- unix/mail – erschien vom I/83[18] bis VI/96 (mit der ISSN 0176-8654)  (Herausgeber zuerst InterFace Computer GmbH, später der Carl Hanser Verlag)